# Antrim International Cross Country
Le Antrim International Cross Country est une compétition de cross-country se déroulant tous les ans, en janvier, à Antrim, en Irlande du Nord. Disputée pour la première fois en 1977, l'épreuve fait partie du circuit mondial IAAF de cross-country.

## Palmarès
| Édition | Année | Vainqueur homme         | Temps     | Vainqueur femme           | Temps     |
| ------- | ----- | ----------------------- | --------- | ------------------------- | --------- |
| 1er     | 1977  | Gerard Deegan (IRL)     | 28 min 00 |                           | —         |
| 2e      | 1978  | Steve Ovett (ENG)       | 24 min 08 |                           | —         |
| —       | 1979  |                         | —         |                           | —         |
| 3e      | 1980  | Nathaniel Muir (SCO)    | 24 min 33 |                           | —         |
| 4e      | 1981  | Barry Smith (ENG)       | 25 min 03 |                           | —         |
| 5e      | 1982  | John Treacy (IRL)       | 28 min 00 |                           | —         |
| 6e      | 1983  | David Taylor (IRL)      | 24 min 37 |                           | —         |
| 7e      | 1984  | Steve Ovett (ENG)       | 24 min 36 |                           | —         |
| 8e      | 1985  | Tim Hutchings (ENG)     | 22 min 06 |                           | —         |
| 9e      | 1986  | Roger Hackney (WAL)     | 26 min 12 | Susan Tooby (WAL)         | 18 min 18 |
| 10e     | 1987  | Roger Hackney (WAL)     | 24 min 23 | Liz McColgan (SCO)        | 16 min 26 |
| 11e     | 1988  | Dave Lewis (ENG)        | 25 min 22 | Liz McColgan (SCO)        | 17 min 31 |
| 12e     | 1989  | Steve Tunstall (ENG)    | 25 min 02 | Jill Boltz (ENG)          | 17 min 21 |
| 13e     | 1990  | Craig Mochrie (ENG)     | 24 min 50 | Róisín Smyth (IRL)        | 17 min 43 |
| 14e     | 1991  | Eamonn Martin (ENG)     | 24 min 42 | Susan Sirma (KEN)         | 16 min 46 |
| 15e     | 1992  | Ondoro Osoro (KEN)      | 22 min 37 | Catherina McKiernan (IRL) | 15 min 29 |
| 16e     | 1993  | Simon Chemoiywo (KEN)   | 23 min 28 | Catherina McKiernan (IRL) | 15 min 49 |
| 17e     | 1994  | Ismael Kirui (KEN)      | 23 min 44 | Paula Radcliffe (ENG)     | 15 min 40 |
| 18e     | 1995  | Ismael Kirui (KEN)      | 23 min 21 | Rose Cheruiyot (KEN)      | 15 min 57 |
| 19e     | 1996  | James Kariuki (KEN)     | 24 min 02 | Paula Radcliffe (ENG)     | 16 min 02 |
| 20e     | 1997  | Million Wolde (ETH)     | 23 min 37 | Elena Fidatov (ROU)       | 15 min 39 |
| 21e     | 1998  | Laban Chege (KEN)       | 26 min 16 | Mariana Chirila (ROU)     | 17 min 59 |
| 22e     | 1999  | Hendrick Ramaala (RSA)  | 25 min 06 | Anita Weyermann (SUI)     | 17 min 03 |
| 23e     | 2000  | Patrick Ivuti (KEN)     | 24 min 55 | Paula Radcliffe (ENG)     | 17 min 18 |
| 24e     | 2001  | Daniel Gachara (KEN)    | 24 min 18 | Paula Radcliffe (ENG)     | 16 min 51 |
| 25e     | 2002  | Julius Koskei (KEN)     | 25 min 06 | Esther Kiplagat (KEN)     | 17 min 16 |
| 26e     | 2003  | Serhiy Lebid (UKR)      | 24 min 45 | Werknesh Kidane (ETH)     | 16 min 46 |
| 27e     | 2004  | Paul Tergat (KEN)       | 28 min 27 | Émilie Mondor (CAN)       | 18 min 52 |
| 28e     | 2005  | Dathan Ritzenhein (USA) | 29 min 26 | Etalemahu Kidane (ETH)    | 20 min 26 |
| 29e     | 2006  | Barnabas Kosgei (KEN)   | 28 min 05 | Etalemahu Kidane (ETH)    | 19 min 09 |
| 30e     | 2007  | Moses Kipsiro (UGA)     | 28 min 20 | Etalemahu Kidane (ETH)    | 19 min 29 |
| 31e     | 2008  | Moses Kipsiro (UGA)     | 30 min 19 | Hayley Yelling (ENG)      | 21 min 20 |
| 32e     | 2009  | Imane Merga (ETH)       | 24 min 32 | Stephanie Twell (ENG)     | 18 min 25 |
| 33e     | 2010  | Mike Kigen (KEN)        | 27 min 49 | Mary Cullen (IRL)         | 18 min 45 |
| 34e     | 2011  | Mike Kigen (KEN)        | 26 min 07 | Charlotte Purdue (ENG)    | 17 min 57 |
| 35e     | 2012  | Mike Kigen (KEN)        | 34 min 48 | Fionnuala Britton (IRL)   | 19 min 32 |
| 36e     | 2013  | Thomas Ayeko (UGA)      | 33 min 08 | Fionnuala Britton (IRL)   | 18 min 17 |
| 37e     | 2014  | Japhet Korir (KEN)      | 28 min 40 | Mimi Belete (BHR)         | 18 min 07 |
| 38e     | 2015  | Thomas Ayeko (UGA)      | 31 min 27 | Birtukan Fente (ETH)      | 24 min 12 |
| 39e     | 2016  | Aweke Ayalew (BHR)      | 21 min 25 | Alice Aprot (KEN)         | 18 min 05 |
| 40e     | 2017  | Conseslus Kipruto (KEN) | 24 min 36 | Caroline Kipkirui (KEN)   | 18 min 53 |
| 41e     | 2018  | Timothy Cheruiyot (KEN) | 23 min 12 | Margaret Kipkemboi (KEN)  | 19 min 55 |